# 5961 Watt
För andra betydelser, se Watt (olika betydelser).
5961 Watt eller 1989 YH1 är en asteroid i huvudbältet som upptäcktes den 30 december 1989 av den australiensiske astronomen Robert H. McNaught vid Siding Spring-observatoriet. Den är uppkallad efter den skotske uppfinnaren James Watt.
Asteroiden har en diameter på ungefär 3 kilometer och den tillhör asteroidgruppen Nysa.